# Peridea baetica
Peridea baetica är en fjärilsart som beskrevs av Hans Zerny 1927. Peridea baetica ingår i släktet Peridea och familjen tandspinnare. Inga underarter finns listade i Catalogue of Life.